# Ludivina García
Pour les articles homonymes, voir García.
Ludivina García Arias , née le 13 décembre 1945 à Morelia, est une femme politique espagnole.
Membre du Parti socialiste ouvrier espagnol, elle siège au Congrès des députés de 1980 à 1986 et de 2000 à 2004 ainsi qu'au Parlement européen de 1986 à 1999.